# 馬基鎮區 (阿勒馬基縣)
马基鎮區（Makee Township），美国艾奥瓦州阿勒马基县的一个鎮區。 总人口4,176（2010年）。